# جهان‌بینی
جهان‌بینی (به انگلیسی: Worldview) یک جهت‌گیری شناختی اساسی است که می‌تواند شامل فلسفه طبیعی، اصول اساسی، هنجارها، ارزش‌ها، احساسات و اخلاقیات شود.

## ریشه‌شناسی
این اصطلاح (ترم)، گرته‌برداری از واژه آلمانی «وِلت اَنشاوونگ» [ˈvɛlt. ʔanˌʃaʊ. ʊŋ] () متشکل از Welt (جهان) و Anschauung (دید) است. این اصطلاح اکنون به‌طور گسترده در انگلیسی کاربرد دارد.